# میخائیل پارچنکوف
میخائیل یوگنیوویچ پارچنکوف (روسی: Михаи́л Евге́ньевич Поре́ченков؛ زادهٔ ۲ مارس ۱۹۶۹) بازیگر، کارگردان فیلم و تهیه‌کننده فیلم اهل اتحاد جماهیر شوروی است. وی از سال ۱۹۹۴ میلادی تا کنون مشغول فعالیت بوده‌است.
از فیلم‌ها یا برنامه‌های تلویزیونی که وی در آن نقش داشته‌است، می‌توان به سقوط امپراتوری،‌ ۱۶۱۲ و گروهان نهم اشاره کرد.
وی همچنین برندهٔ جوایزی همچون هنرمند مردمی فدراسیون روسیه و نقاب زرین شده‌است.